# Beauties FC
Der Beauties FC, ehemals Okahandja Beauties FC, ist ein Frauenfußballverein aus Okahandja, Namibia. Heimatstadion ist das Nau-Aib-Stadion.

## Erfolge
Beauties ist die mit Abstand erfolgreichste Mannschaft des Landes im Frauenfußball. Nahezu alle Frauenligen und Turniere, an denen sie teilnahm, wurden gewonnen. Nach 2014 gab es eine Flaute, ehe der Club 2024/25 erneut den Meistertitel gewinnen konnte.
- Namibia Women’s Super League (2025)
- NFA Women Championships (2005, 2006/07, 2007/08, 2009)
- Khomas Women’s Football League (1999–2003 und seit 2006 bis zur Einstellung)[2]
- Nedbank Namibia Women’s Football League (nur 2005)

## Bekannte Spielerinnen
- Jacqueline Shipanga